# Monty Python Live at the Hollywood Bowl
Monty Python Live at the Hollywood Bowl is een film uit 1982 waarin het Monty Python-team een show opvoert met vele van hun beste en enkele nieuwe sketches.

## Geschiedenis
De show werd uitgebracht als film, met daarin nog enkele extra's zoals scènes uit hun Monty Python's Fliegender Zirkus, een uitzending van de Duitse televisie in 1972. In september 1980 werd de film opgenomen en op videoband gezet, om in 1982 uitgebracht te worden.
De volledige zeskoppige groep van Monty Python doet mee in de film. En enkele speciale gasten vertolkten hier en daar ook een rol, waaronder Carol Cleveland en Neil Innes. Het optreden bevat vooral sketches uit hun televisieshows Monty Python's Flying Circus en Monty Python's Fliegender Zirkus. Toch zijn het scenario en de vertolking van de rollen niet volledig identiek aan wat er op televisie getoond werd.

## Sketches en liedjes
- "Sit on my Face"
- "Colin 'Bomber' Harris"
- "Never Be Rude To An Arab"
- "The Last Supper"
- "Silly Olympics"
- "Bruces' Philosophers Song"
- "The Ministry of Silly Walks"
- "Camp Judges"
- "World Forum"
- "I'm the Urban Spaceman"
- "Whizzo Chocolates"
- "Albatross"
- "Nudge Nudge"
- "International Philosophy"
- "Four Yorkshiremen sketch"
- "The Argument Sketch"
- "How Sweet to Be an Idiot"
- "Travel Agency"
- "Comedy Lecture"
- "Little Red Riding Hood"
- "Bishop on the Landing"
- "The Lumberjack Song"

## Verenigde Staten
Een filmversie van het optreden van Monty Python in de Hollywood Bowl, geregisseerd door Terry Hughes, draaide vanaf 25 juni 1982 in een klein aantal Noord-Amerikaanse filmzalen. De totale bioscoopopbrengst was 245.514 euro.

## Dvd
Er zijn verschillende dvd-uitgaven van de show. In het Verenigd Koninkrijk werd de film uitgegeven op een aparte dvd, die dan ook de oorspronkelijke titel draagt. In Noord-Amerika werd het uitgegeven op een verzamelbox met de titel "Monty Python Live", samen met andere zaken van Monty Python. De film werd ook nog uitgegeven op enkele tijdelijk verkrijgbare dvd-boxen.